# South-African-Airways-Flug 228
Koordinaten: 22° 27′ 1″ S, 17° 31′ 26,5″ O
Der South-African-Airways-Flug 228 war ein Flug der South African Airways mit einer Boeing 707-344C vom Jan Smuts International Airport (heute O R Tambo International Airport) in Johannesburg zum London Heathrow Airport mit geplanten Zwischenlandungen in Windhoek, Luanda, Las Palmas und Frankfurt.
Am 20. April 1968 flog die Boeing 707 kurz nach dem Start fünf Kilometer östlich des „J.G. Strijdom International Airport“, dem heutigen Hosea Kutako International Airport, 45 Kilometer östlich der namibischen Hauptstadt Windhoek, in den Boden. Bei dem Flugunfall kamen 123 Menschen ums Leben, fünf Personen konnten verletzt gerettet werden.

## Unfallverlauf
Um 20:49 Uhr Ortszeit (South Africa Standard Time) hob die Maschine des Typs Boeing 707-344C, mit lediglich 238 Gesamtflugstunden fast fabrikneu, von der Startbahn 08 des Flughafens nahe Windhoek ab. Die Nacht war mond- und wolkenlos und es herrschte Windstille. Nach Einfahren der Landeklappen und Reduzierung des Triebwerksschubs auf Steigleistung in einer Höhe von etwa 200 m ging die Maschine in einen – wahrscheinlich unbemerkten – Sinkflug über und schlug etwa fünf Kilometer östlich des Flughafens auf, knapp 60 Sekunden nach dem Start.

## Unfallursache
Aufgrund der Tatsache, dass die Unfallmaschine weder über einen Flugschreiber noch über einen Stimmenrekorder verfügte, gestaltete sich die Ursachenforschung für den Flugunfall schwierig. Obwohl Flugschreiber am 1. Januar des Unfalljahres zur Pflicht geworden waren, waren zu dieser Zeit zahlreiche Maschinen der South African Airways aufgrund von Lieferengpässen nicht damit ausgestattet.
Der Pilot-in-Command Smith verfügte auf der Boeing 707 über eine Flugerfahrung von 4608 Flugstunden, hatte jedoch bis zum Unfall nur eine Flugstunde auf der Version 344C absolviert. Die offizielle Unfalluntersuchung ergab, dass alle vier Triebwerke der Maschine funktionierten. Die Unfallursache waren offensichtlich menschliche Fehler, da der Flugkapitän sowie der Erste Offizier „keine sichere Fluggeschwindigkeit und Höhe sowie keinen geeigneten Steigflug sicherstellten, weil sie während der Startphase die Fluginstrumente nicht ausreichend beobachteten“. Der dritten Person im Cockpit wurde ausdrücklich kein Verschulden angelastet.